# Insming
Insming é uma comuna francesa na região administrativa de Grande Leste, no departamento de Mosela. Estende-se por uma área de 7,21 km². Em 2010 a comuna tinha 611 habitantes (densidade: 84,7 hab./km²).